# Клыков, Николай Анатольевич
Николай Анатольевич Клыков (род. 5 февраля 1967, Рафайлово, Тюменская область) — российский биатлонист и тренер по биатлону, чемпион Европы (1994). Мастер спорта России международного класса по биатлону (1994), мастер спорта СССР по лыжным гонкам. Тренер высшей категории. Имеет воинское звание майора запаса.

## Биография
Николай Анатольевич Клыков родился 5 февраля 1967 года в селе Рафайлово Рафайловского сельсовета Исетского района Тюменской области, ныне село — административный центр Рафайловского сельского поселения того же района и области.
Начал заниматься спортом в Шадринском техникуме физической культуры (г. Шадринск, Курганская область), первый тренер — Леонид Михайлович Нестеров. Первоначально занимался лыжными гонками, получил звание мастера спорта СССР, позднее перешёл в биатлон. Представлял спортивное общество «Динамо» и город Курган.
В 1993 году окончил Челябинский государственный институт физической культуры.
На первом в истории чемпионате Европы по биатлону, в 1994 году в Контиолахти, завоевал золотые медали в эстафете в составе сборной России вместе с Павлом Муслимовым, Павлом Вавиловым и Эдуардом Рябовым.
С 1992 по 2008 год работал тренером-преподавателем по биатлону ДЮСШ г. Кургана. 
С 2008 года работал в Тюмени: с 2008 по 2013 год — тренер-преподаватель по биатлону в ОСДЮСШОР и с 2013 по 2019 год — старший тренер по биатлону в ГАУ ТО «Центр подготовки спортивного резерва по лыжным гонкам и биатлону Л. Н. Носковой» (6 февраля 2018  года ГАУ ТО «ЦПСР по лыжным гонкам и биатлону Л.Н. Носковой» переименовано в ГАУ ТО «ОСШОР Л.Н. Носковой»), возглавлял юношескую сборную Тюменской области. Имеет звание «тренер высшей категории».

## Семья
Сын Владимир (род. 6 января 1991) — Мастер спорта России по биатлону (2013).